# John Patgorski
John Gabriel „Gabe“ Patgorski (* 16. September 1986) ist ein professioneller US-amerikanischer Pokerspieler.

## Pokerkarriere
Patgorski spielt seit 2004 professionell Poker. Sein Geld verdiente er bis zum sogenannten „Black Friday“ am 15. April 2011 mit dem Spielen von Onlinepoker. Seitdem fokussiert er sich auf das Spielen von Cash Games in Macau, wobei er sich vor allem auf die Variante No Limit Hold’em Short Deck spezialisiert hat.
Seine erste Geldplatzierung bei einem Live-Pokerturnier erzielte der Amerikaner Mitte August 2007 bei einem Event im Turning Stone Resort & Casino in Verona. Im Juni 2008 war er erstmals bei der World Series of Poker (WSOP) im Rio All-Suite Hotel and Casino in Paradise am Las Vegas Strip erfolgreich und kam bei der Heads-Up Championship in die Runde der letzten 16. Ende Oktober 2010 belegte Patgorski bei einem Turnier des WSOP-Circuits in Hammond den mit rund 325.000 US-Dollar dotierten zweiten Platz. Bei der WSOP 2011 wurde er bei der Six Handed No Limit Hold’em Championship 14. und erhielt knapp 45.000 US-Dollar. Mitte Mai 2018 beendete der Amerikaner ein mit Short Deck gespieltes Turnier der Triton Poker Series im montenegrinischen Budva auf dem dritten Rang und erhielt umgerechnet knapp 250.000 US-Dollar. In Jeju-do wurde er bei derselben Turnierserie Anfang März 2019 Fünfter bei einem Event in No Limit Hold’em Short Deck, was mit umgerechnet über 775.000 US-Dollar bezahlt wurde. Im August 2019 gewann Patgorski in London ein privates Turnier der Triton Series und damit sein erstes Live-Turnier überhaupt. Er setzte sich beim Event mit einem Buy-in von 250.000 Pfund Sterling gegen 72 andere Spieler durch und sicherte sich eine Siegprämie von umgerechnet mehr als 5,8 Millionen US-Dollar.
Insgesamt hat sich Patgorski mit Poker bei Live-Turnieren mehr als 7,5 Millionen US-Dollar erspielt.